# Лебедевы
Ле́бедевы — русский дворянский род.
В Родословных книгах имеется три фамилии Лебедевых:
1. Потомство Аманда Буссавола, выехавшего из Пруссии около 1296 года. Род этот угас в XVII веке (в Гербовник не внесены). Род внесён в Бархатную книгу[1].
2. Лебедевы, предки которых жалованы поместьями в 1628 году (Герб. Часть III. № 79).
3. Андрей Лебедев, произведённый надворным советником в 1786 году (Герб. Часть I. № 145)[2][3].

Фамилии Лебедевых, многие Российскому Престолу служили разные дворянские службы, и жалованы были от Государей в 1628 и других годах поместьями.

## Описание гербов

#### Герб. Часть III. № 79.
Герб рода Лебедевых: щит, разделённый горизонтально на две части, из коих в верхней в правом голубом поле золотой крест и под ним серебряный полумесяц рогами вверх (польский герб Лелива). В левой части, в красном поле, выходящая из облака рука в серебряных латах и поднятым вверх мечом (польский герб Малая Погоня). В нижней части, в чёрном поле, две золотые восьмиугольные звезды и между ними на золотой пирамиде виден лебедь с повернутой влево головой и держащий в клюве лавровый венок, а в лапе шар.
Щит увенчан обыкновенным дворянским шлемом с дворянской короной и тремя страусовыми перьями. Намёт на щите голубой и красный, подложенный золотом. Щитодержатели: два грифа, в сторону смотрящие. Герб внесён в Общий гербовник дворянских родов Российской империи, часть 3, стр. 79.

#### Герб. Часть I. № 145.
Герб потомства Андрея Лебедева: щит разделён горизонтально на две части, из которых в верхней части в голубом поле изображена императорская корона. В нижней части, в серебряном поле, протекает река с плывущем по ней лебедем, держащим в клюве вишневую ветвь с плодом. Щит увенчан обыкновенным дворянским шлемом с тремя страусовыми перьями. Намёт на щите голубой, подложен серебром.
Дворянское достоинство и герб пожалован 25 апреля 1796 года.

#### Герб. Часть XVII. № 55.
Герб действительного статского советника Алексея Лебедева: в красном щите на зелёном холме лебедь, обращённый вправо, с приподнятыми крыльями, красными глазами, чёрным клювом и лапами и золотой короной на шее. Над щитом дворянский коронованный шлем. Нашлемник — два чёрных орлиных крыла, между ними золотая чаша из которой пьёт обвивающая вокруг неё серебряная с красными глазами и жалом змея. Намёт красный с серебром. Девиз «ЛЮБОВЬ И ДОЛГ» серебряными буквами на красной ленте.

#### Герб. Часть XVIII. № 118.
Герб потомства действительного статского советника Николая Евграфовича Лебедева: в червлёном (красном) щите серебряный лебедь с червлёными глазами, чёрным клювом и лапами. Щит увенчан дворянским коронованным шлемом. Нашлемник: два черных орлиных крыла, между коими пламенеющий с золотой рукоятью меч. Намёт красный с серебром.

## Известные представители
- Лебедев Иван Иванович — дьяк.
- Лебедев Павел — дьяк (1676—1678)[6].

## Примечание
1. ↑  Н. Новиков. Родословная книга князей и дворян Российских и выезжих (Бархатная книга). В 2-х частях. Часть II. Тип: Университетская тип. 1787 г. Глава 40. Род Лебедевых. стр. 265—266.
2. ↑  Сост. граф Александр Бобринский. Дворянские роды, внесённые в Общий Гербовник Всероссийской Империи: в 2-х т. — СПб, тип. М. М. Стасюлевича, 1890. Автор: Бобринский, Александр Алексеевич (1823—1903). Часть II. Лебедевы. стр. 147.
3. ↑  Князь П. В. Долгоруков. Российский родословный сборник. Книжка 3. СПб., Типография Эдуарда Праца. 1841 г. стр. 289.
4. ↑  П. А. Дружинин. Общий Гербовник Дворянских Родов. Части I—X. М., Изд. Трутень. 2009 г. стр. 337. ISBN 978-5-904007-02-7
5. 1 2  И. В. Борисов. Дворянские гербы России: опыт учёта и описание XI—XXI частей «Общего Гербовника дворянских родов Всероссийской империи». М., ООО Старая Басманная. 2011 г. стр. 213; 250. ISBN 978-5-904043-45-2.
6. ↑  Алфавитный указатель фамилий и лиц, упоминаемых в Боярских книгах, хранящихся в I-ом отделении московского архива министерства юстиции, с обозначением служебной деятельности каждого лица и годов состояния, в занимаемых должностях. М., Типогр: С. Селивановского. 1853 г. Лебедевы. стр. 225.